# 질소-15
질소-15(15N)는 질소 동위 원소의 일종으로, 질소의 안정 동위 원소 2개 중 하나이다. 원자핵은 7개의 양성자와 8개의 중성자로 구성되어 있으며, 자연존재비는 0.364%이다. 나머지 99.636%는 질소-14가 차지한다.
주로 탄소-15의 베타 붕괴와 산소-15의 양전자 방출 과정에서 생성되며, 탄소-16의 방사성 붕괴를 통해 생성되기도 한다.

## 이용
질소-15는 농업과 의학 분야에서 주로 사용된다. DNA에 관한 연구, 질소를 포함하는 유기 오염 물질의 추적 등에 사용되며, 스핀이 1/2-이므로 질소-14에 비해 핵자기공명(NMR) 분광 실험에도 사용된다. 또, 먹이사슬에서 한 단계 올라갈 때마다 질소-15의 축적 비율이 약 3~4‰ 정도 상승하므로 어떤 생명체에서 질소-15와 질소-14의 비율을 비교하면 그 생물의 식성 등을 추정할 수 있는 자료가 된다.

## 같이 보기
- 질소 동위 원소
- 질소-14
- 핵자기 공명

| 가벼운 핵종 질소-14 | 질소의 동위 원소 | 무거운 핵종 질소-16 |

| 어미핵종: 탄소-15 탄소-16 산소-15 | 질소-15의 붕괴 사슬 | 없음 |